# Olha Ilkiv
Olha Faustinivna Ilkiv (en ucraniano: Ільків Ольга Фаустинівна; 21 de junio de 1920 - 6 de diciembre de 2021) fue una partisana ucraniana y oficial del Ejército Insurgente Ucraniano.. En su país natal es principalmente conocida por haber sido la mano derecha del comandante en jefe del Ejército Insurgente Román Shujévych.
Ilkiv fue también una antigua prisionera política, manteniéndose catorce años reclusa en prisiones soviéticas
En el 2008 recibió el premio de la Orden de la Princesa Olga.

## Biografía

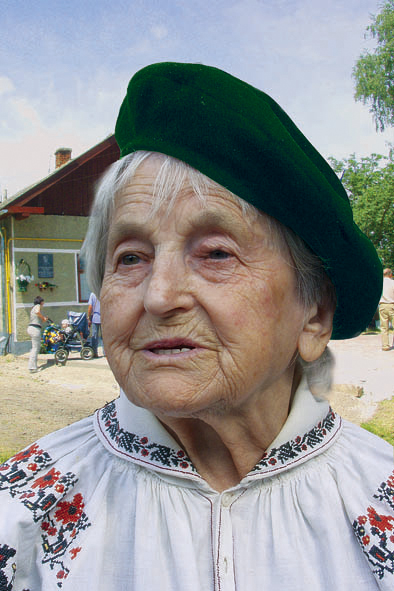
Ilkiv en el 2007

Ilkiv murió en Lviv el 6 de diciembre del 2021 a la edad de 101 años.